# Юлиус Зигмунд (Вюртемберг-Юлиусбург)
Юлиус Зигмунд фон Вюртемберг-Юлиусбург (на немски: Julius Siegmund von Württemberg-Juliusburg; Julius Sigismund; * 18 август 1653, Оелс; † 15 октомври 1684, Юлиусбург) от Дом Вюртемберг (Линия Вайлтинген), е херцог на Вюртемберг-Юлиусбург (Dobroszyce в Олешнишки окръг, Полша).

## Живот
Той е четвъртият син на херцог Силвиус I Нимрод фон Вюртемберг-Оелс (1622 – 1664) и съпругата му херцогиня Елизабет Мария фон Оелс (1625 – 1686) от род Подебради, единствената дъщеря на херцог Карл Фридрих I фон Оелс и първата му съпруга принцеса Анна София фон Саксония-Алтенбург.
След смъртта на баща му 1664 г. майка му води регентството до 1673 г. в Херцогство Оелс за четиримата си сина. Най-големият му брат Карл Фердинанд, херцог на Вюртемберг-Оелс, умира през 1669 г. През 1672 г. най-големите му братя поемат управлението и разделят страната по нареждане на майка им. Юлиус Зигмунд получава Медзибор и Требниц, най-големият му брат Силвиус II Фридрих (1651 – 1697) получава Оелс и Христиан Улрих I получава Бернщат (1652 – 1704).
Юлиус Зигмунд е член на литературното общество Fruchtbringende Gesellschaft.

## Фамилия
Юлиус Зигмунд се жени на 4 април 1677 г. в Грабов за Анна София фон Мекленбург-Шверин (1647 – 1726), дъщеря на херцог Адолф Фридрих I фон Мекленбург-Шверин. Те имат децата:
- Мария София (1678 – 1681)
- Леополд Фридрих (1680 – 1681)
- Карл (1682 – 1745), херцог на Вюртемберг-Бернщат, женен 1703 г. за принцеса Вилхелмина Луиза (1686 – 1753), дъщеря на херцог Бернхард I фон Саксония-Майнинген